# Ancistrocerus
Genre
Ancistrocerus est un genre d'insectes hyménoptères de la famille des Vespidae, de la sous-famille des Eumeninae. Ce sont des « guêpes maçonnes ».
Ce genre comprend environ 176 espèces dont beaucoup vivent en Europe.
Selon Atlas Hymenoptera, Eumeninae de Belgique et régions voisines (6 mai 2018) :
- Ancistrocerus antilope (Panzer, 1798)
- Ancistrocerus auctus (Fabricius, 1793)
- Ancistrocerus claripennis Thomson, 1874
- Ancistrocerus dusmetiolus (Strand, 1914)
- Ancistrocerus gazella (Panzer, 1798)
- Ancistrocerus ichneumonideus (Ratzeburg, 1844)
- Ancistrocerus longispinosus (Saussure, 1855)
- Ancistrocerus nigricornis (Curtis, 1826)
- Ancistrocerus oviventris (Wesmael, 1836)
- Ancistrocerus parietinus (Linnaeus, 1761)
- Ancistrocerus parietum (Linnaeus, 1758)
- Ancistrocerus scoticus (Curtis, 1826)
- Ancistrocerus trifasciatus (Müller, 1776)